# Hoquei sobre gel als Jocs Olímpics d'hivern de 1968
Als Jocs Olímpics d'Hivern de 1968 celebrats a la ciutat de Grenoble (França) es disputà una prova d'hoquei sobre gel en categoria masculina.
La competició tingué lloc entre els dies 5 i 17 de febrer de 1968 al Palau dels Esports de Grenoble. La classificació final del campionat disputat en aquests Jocs Olímpics és vàlida com a 35è Campionat del Món d'hoquei sobre gel i com a 46è Campionat d'Europa d'hoquei sobre gel.

## Comitès participants
Hi participaren un total de 250 jugadors de 14 comitès nacionals diferents:
| - Àustria (18) - Canadà (18) - Estats Units (18) - Finlàndia (17) - França (18) - Iugoslàvia (18) - Japó (18) |  | - Noruega (17) - RDA (18) - RFA (18) - Romania (18) - Suècia (18) - Txecoslovàquia (18) - Unió Soviètica (18) |

## Resum de medalles
| Prova            | Or | Argent | Bronze |
| Hoquei sobre gel | Unió Soviètica Viktor Zinger · Viktor Konovalenko · Vitaly Davydov · Oleg Zaytsev · Viktor Blinov · Aleksandr Ragulin · Igor Romishevsky · Viktor Kuzkin · Boris Mayorov · Viktor Polupanov · Yevgeny Mishakov · Anatoly Firsov · Anatoly Ionov · Vladimir Vikulov · Yevgeny Zimin · Vyacheslav Starshinov · Yury Moiseyev · Veniamin Aleksandrov | Txecoslovàquia Vladimír Dzurilla · Vladimír Nadrchal · Oldřich Machač · Josef Horešovský · Jan Suchý · Karel Masopust · František Ševčík · Jan Havel · Petr Hejma · Jan Hrbatý · Jiří Kochta · Jiří Holík · Josef Černý · Václav Nedomanský · Jozef Golonka · Jaroslav Jiřík · Jan Klapáč · František Pospíšil | Canadà Ken Broderick · Wayne Stephenson · Marshall Johnston · Barry MacKenzie · Brian Glennie · Paul Conlin · Terry O'Malley · Ted Hargreaves · Ray Cadieux · Fran Huck · Morris Mott · Steve Monteith · Gary Dineen · Herb Pinder · Bill MacMillan · Danny O'Shea · Roger Bourbonnais · Gerry Pinder |

## Medaller
| Posició | País           | Or | Argent | Bronze | Total |
| 1       | Unió Soviètica | 1  | 0      | 0      | 1     |
| 2       | Txecoslovàquia | 0  | 1      | 0      | 1     |
| 3       | Canadà         | 0  | 0      | 1      | 1     |
|         |                |    |        |        |       |
| Total   | Total          | 1  | 1      | 1      | 3     |

## Resultats

### Fase de qualificació
Els vencedors passen al grup A juntament amb la Unió Soviètica, Suècia, Estats Units, Canadà i Txecoslovàquia, equips prèviament classificats. Els perdedors passen al grup B juntament amb Àustria, Japó i França.
| 4 de febrer | RDA       | 3-1 (2-1, 1-0, 0-0)  | Noruega    |
| 4 de febrer | RFA       | 7-0 (1-0, 3-0, 3-0)  | Romania    |
| 4 de febrer | Finlàndia | 11-2 (3-0, 6-0, 2-2) | Iugoslàvia |

### Fase final

#### Grup B (9è-14è lloc)
| Equip      | Pts | J | G | E | P | GF | GC |
| ---------- | --- | - | - | - | - | -- | -- |
| Iugoslàvia | 10  | 5 | 5 | 0 | 0 | 33 | 9  |
| Japó       | 8   | 5 | 4 | 0 | 1 | 27 | 12 |
| Noruega    | 6   | 5 | 3 | 0 | 2 | 15 | 15 |
| Romania    | 4   | 5 | 2 | 0 | 3 | 22 | 23 |
| Àustria    | 2   | 5 | 1 | 0 | 4 | 12 | 27 |
| França     | 0   | 5 | 0 | 0 | 5 | 9  | 32 |

| 7 de febrer  | Iugoslàvia | 5-1 (2-0, 0-0, 3-1)  | Japó       |
| 7 de febrer  | Romania    | 3-2 (2-0, 2-1, 2-0)  | Àustria    |
| 8 de febrer  | França     | 1-4 (1-1, 0-2, 0-1)  | Noruega    |
| 9 de febrer  | França     | 3-7 (0-2, 0-2, 3-3)  | Romania    |
| 9 de febrer  | Iugoslàvia | 6-0 (2-0, 2-0, 2-0)  | Àustria    |
| 10 de febrer | Noruega    | 0-4 (0-2, 0-2, 0-0)  | Japó       |
| 11 de febrer | França     | 2-5 (0-1, 2-3, 0-1)  | Àustria    |
| 12 de febrer | Romania    | 4-5 (0-3, 3-1, 1-1)  | Japó       |
| 12 de febrer | Noruega    | 5-4 (3-1, 2-1, 0-2)  | Àustria    |
| 13 de febrer | França     | 1-10 (0-6, 0-1, 1-3) | Iugoslàvia |
| 14 de febrer | Noruega    | 4-3 (2-2, 1-1, 1-0)  | Romania    |
| 15 de febrer | Japó       | 11-1 (1-0, 6-0, 4-1) | Àustria    |
| 16 de febrer | Iugoslàvia | 9-5 (5-3, 1-1, 3-1)  | Romania    |
| 17 de febrer | França     | 2-6 (0-0, 0-4, 2-2)  | Japó       |
| 17 de febrer | Noruega    | 2-3 (1-1, 0-0, 1-2)  | Iugoslàvia |

#### Grup A (1r-8è loc)
| Equip          | Pts | J | G | E | P | GF | GC |
| -------------- | --- | - | - | - | - | -- | -- |
| Unió Soviètica | 12  | 7 | 6 | 0 | 1 | 48 | 10 |
| Txecoslovàquia | 11  | 7 | 5 | 1 | 1 | 33 | 17 |
| Canadà         | 10  | 7 | 5 | 0 | 2 | 28 | 15 |
| Suècia         | 9   | 7 | 4 | 1 | 2 | 23 | 18 |
| Finlàndia      | 7   | 7 | 3 | 1 | 3 | 17 | 23 |
| Estats Units   | 5   | 7 | 2 | 1 | 4 | 23 | 28 |
| RFA            | 2   | 7 | 1 | 0 | 6 | 13 | 39 |
| RDA            | 0   | 7 | 0 | 0 | 7 | 13 | 48 |

| 6 de febrer  | Unió Soviètica | 8-0 (3-0, 2-0, 3-0)  | Finlàndia      |
| 6 de febrer  | Txecoslovàquia | 5-1 (1-1, 2-0, 2-0)  | Estats Units   |
| 6 de febrer  | Canadà         | 6-1 (0-0, 4-1, 2-0)  | RFA            |
| 7 de febrer  | Suècia         | 4-3 (0-0, 4-2, 0-1)  | Estats Units   |
| 7 de febrer  | Unió Soviètica | 9-0 (4-0, 2-0, 3-0)  | RDA            |
| 8 de febrer  | Canadà         | 2-5 (1-2, 0-1, 1-2)  | Finlàndia      |
| 8 de febrer  | Txecoslovàquia | 5-1 (1-0, 2-0, 2-1)  | RFA            |
| 9 de febrer  | Suècia         | 5-4 (4-3, 0-0, 1-1)  | RFA            |
| 9 de febrer  | Unió Soviètica | 10-2 (6-0, 4-2, 0-0) | Estats Units   |
| 9 de febrer  | Canadà         | 11-0 (4-0, 4-0, 3-0) | RDA            |
| 10 de febrer | Txecoslovàquia | 4-3 (0-1, 3-0, 1-2)  | Finlàndia      |
| 10 de febrer | Suècia         | 5-2 (1-0, 2-1, 2-1)  | RDA            |
| 11 de febrer | Canadà         | 3-2 (1-2, 0-0, 2-0)  | Estats Units   |
| 11 de febrer | Unió Soviètica | 9-1 (4-1, 4-0, 1-0)  | RFA            |
| 12 de febrer | Txecoslovàquia | 10-3 (5-2, 1-0, 4-1) | RDA            |
| 12 de febrer | Suècia         | 5-1 (1-0, 2-1, 2-0)  | Finlàndia      |
| 12 de febrer | Estats Units   | 8-1 (2-1, 4-0, 2-1)  | RFA            |
| 13 de febrer | Unió Soviètica | 3-2 (1-1, 0-0, 2-1)  | Suècia         |
| 13 de febrer | Txecoslovàquia | 2-3 (0-0, 0-3, 2-0)  | Canadà         |
| 14 de febrer | Finlàndia      | 3-2 (2-1, 1-0, 0-1)  | RDA            |
| 15 de febrer | Estats Units   | 6-4 (3-1, 1-1, 2-2)  | RDA            |
| 15 de febrer | Canadà         | 3-0 (2-0, 0-0, 1-0)  | Suècia         |
| 15 de febrer | Unió Soviètica | 4-5 (1-3, 1-1, 2-1)  | Txecoslovàquia |
| 16 de febrer | Finlàndia      | 4-1 (2-1, 1-0, 1-0)  | RFA            |
| 17 de febrer | Finlàndia      | 1-1 (1-1, 0-0, 0-0)  | Estats Units   |
| 17 de febrer | RDA            | 2-4 (0-1, 1-2, 1-1)  | RFA            |
| 17 de febrer | Unió Soviètica | 5-0 (1-0, 1-0, 3-0)  | Canadà         |
| 17 de febrer | Suècia         | 2-2 (1-1, 0-1, 1-0)  | Txecoslovàquia |

| 1. Unió Soviètica 2. Txecoslovàquia 3. Canadà 4. Suècia 5. Finlàndia 6. Estats Units 7. RFA 8. RDA 9. Iugoslàvia 10. Japó 11. Noruega 12. Romania 13. Àustria 14. França | 1. Unió Soviètica 2. Txecoslovàquia 3. Suècia 4. Finlàndia 5. RFA 6. RDA 7. Iugoslàvia 8. Noruega 9. Romania 10. Àustria 11. França |